# Daffy Anka
Daffy Anka, i original Daffy Duck, det vill säga "Galen Anka", är en amerikansk animerad svartand och rival till Snurre Sprätt. Han förekommer i Warner Bros-serierna Looney Tunes och Merrie Melodies. Daffys första framträdande var i Porky's Duck Hunt från 1937, och således är han några år äldre än Snurre. Hans mest kända röstskådespelare är Mel Blanc som även gav röst åt andra Looney Tunes-karaktärer.

## Personlighet och historia
Daffys personlighet varierar genom åren. I de första framträdandena av Bob Clampett har han en vild och galen personlighet, studsande runt på skärmen medan han skriker "Hoo-hoo!". Robert McKimson designade om ankan och gjorde honom lite mer "tam" och mindre elastisk. Ankan var också med i flera filmer om andra världskriget, till exempel Draftee Daffy från 1945, där han försöker undvika rekrytering i amerikanska armén. 
Efter att Snurre Sprätt gått om Daffy i popularitet, blev Daffy rival med haren. Det märks i Duck Amuck från 1950 där en mystisk tecknare, som senare visar sig vara Snurre, ritar om Daffy och hans omgivning i en massa konstiga former, och i "Jägartrilogin" – Rabbit Fire, Rabbit Seasoning och Duck! Rabbit, Duck! – lurar Snurre ett otal gånger Helmer Mudd till att skjuta Daffy. 
Daffy är även rymdhjälten Duck Dodgers, vilket han blev första gången 1953 och sedan i en serie av avsnitt på tre säsonger 2003–2005. Då samarbetar han med Pelle Pigg och har Mars-Marvin som rival. Daffy läspar när han pratar.
Hans mest kända röstskådespelare är Mel Blanc som även gav röst åt andra Looney Tunes-karaktärer. På svenska har han bland annat dubbats av Mikael Roupé.